# Then You Run
Then You Run är en tysk-brittisk thrillerserie vars första säsong hade premiär 7 juli 2023. Första säsongen bestod av åtta avsnitt. Serien är baserad  Zoran Drvenkars roman You från 2014 och anpassad för TV av Ben Chanan. Serien hade premiär på Viaplay 30 augusti 2023.

## Handling
Serien kretsar kring en väl sammansvetsad rebellisk grupp tonåringar från London på resa till Rotterdam. När Taras pappa hittas död startar en katt och råttalek genom Europa.

## Rollista (i urval)
- Leah McNamara – Tara O'Rourke
- Vivian Oparah – Stink
- Yasmin Monet Prince – Ruth
- Isidora Fairhurst – Nessi
- Richard Coyle – Reagan
- Cillian O'Sullivan – Orin
- Francis Magee – Turi
- Darren Cahill – Darian